# Russian Standard (banka)
Russian Standard Bank (rusky Банк Русский Стандарт) je ruská komerční banka, která patří do korporace Russian Standard. Sídlo společnosti se nachází v Moskvě. Banka je významným poskytovatelem spotřebitelských úvěrů a jedním z největších soukromě vlastněných bankovních ústavů. Jedná se o první z evropských bank, která poskytla službu peněžních převodů mezi jednotlivci na platformě MasterCard MoneySend. Tato služba nazvaná RS-Express, umožnila klientům banky bezkontaktní platby z karty na kartu prostřednictvím bankomatů, internetového bankovnictví a mobilních aplikací. RS-Express nabídla držitelům platebních karet vydaných touto bankou možnost posílat peníze dalším klientům banky RSB, kteří jsou majiteli těchto karet, i jiným držitelům platebních karet vydaných ostatními bankami v Rusku. Kamal Buši (rusky Камаль Буши, anglicky Kamal Andrew Boushi), ruský top manažer britského původu, jménem banky prohlásil:
| „                                                                                            | Jakožto největšího vydavatele bankovních karet v zemi a banku, která se snaží o maximální rozvoj technicky vyspělých a pohodlných řešení pro zákazníky, nás nesmírně těší, že můžeme nabízet službu MoneySend. Jedná se o jednoduchý a spolehlivý způsob, jak poslat peníze svým blízkým a přátelům v kteroukoli dobu, který představuje významnou novou a efektivní službu našim klientům. | “ |
| — Kamal Buši, výkonný ředitel banky „Russian Standard“ pro akvizice a strategické iniciativy | |   |

V současnosti umožňuje RS-Express nejen vnitrostátní, ale i mezinárodní převod peněz z karty na kartu. K uskutečnění převodu peněz mezi jednotlivci stačí, aby držitel karty vydané RSB znal číslo karty osoby, jíž chce peníze poslat.